# Kaķenieki
Kaķenieki är en ort i Lettland.   Den ligger i kommunen Dobeles Rajons, i den västra delen av landet, 70 km väster om huvudstaden Riga. Kaķenieki ligger 81 meter över havet och antalet invånare är 595.
Terrängen runt Kaķenieki är platt. Runt Kaķenieki är det glesbefolkat, med 14 invånare per kvadratkilometer. Närmaste större samhälle är Dobele, 15,3 km öster om Kaķenieki. Omgivningarna runt Kaķenieki är en mosaik av jordbruksmark och naturlig växtlighet.